# Шеворошкин, Виталий Викторович
Вита́лий Ви́кторович Шеворо́шкин (англ. Vitaly (Vitalij) Shevoroshkin; 12 января 1932, Новый Афон, ГССР — 22 декабря 2023 г., Швейцария) — советский и американский лингвист, доктор филологических наук (1966).

## Биография
Родился в семье журналиста Виктора Зайбеля (Забелина, Säbel) и бухгалтера Надежды Шеворошкиной (1904—1995), дочери Степана и Олимпиады Шеворошкиных в Новом Афоне. В 1951—1974 годах жил в Москве. В 1956 году окончил филологический факультет МГУ. Защитил кандидатскую диссертацию «К исследованию некоторых закономерностей строения звуковых цепей. (В связи с проблемами идентификации лингвистических единиц)» (1965 или 1964). С 1966 доктор филологических наук. В 1966—1973 годах работал младшим, затем старшим научным сотрудником в Институте русского языка АН СССР. Занимался изучением языков древнего Средиземноморья. В своей статье «Карийский вопрос» (1962) он предложил интерпретацию карийского письма (см. Малоазийские алфавиты) как буквенного и предложил его частичную дешифровку. Доказал, что карийский язык относится к анатолийским. К статье «Карийский язык. Современное состояние дешифровки и изучения» он приложил все известные на тот момент карийские надписи в своей транскрипции.
В 1974 году переехал в США. Ассоциированный профессор Йельского университета (1975—1978). С 1979 года или 1989 — профессор Мичиганского университета на кафедре славистики, преподавал русский язык, историю русского языка и современный разговорный русский. Был знакомым и коллегой И. А. Бродского. В последние годы жизни занимал должность профессора-эмерита. Его больше всего интересует дальнее родство между различными языковыми семьями. Сторонник гипотезы о прамировом языке. Г. Старостин называет его «виднейшим популяризатором ностратики в США».
Автор, соавтор и редактор 20 книг и более 500 статей. Состоял членом Мичиганского лингвистического общества (президент в 1986—1987 годах), Европейского лингвистического общества и Общества космической ономастики.
С 1965 года был женат на лингвистке Галине Алексеевне Бариновой; сын — программист Алексей Шеворошкин (род. 1966).

## Труды
Некоторые работы В. В. Шеворошкина:
- К истории индоевропейского генетива // Вопросы языкознания  / Главный редактор В. В. Виноградов. — М.: Издательство АН СССР, 1957. — 11—12 (№ 6). — С. 89—90.
- Карийский вопрос // Вопросы языкознания  / Главный редактор В. В. Виноградов. — М.: Издательство АН СССР, 1962. — 9—10 (№ 5). — С. 93—100.
- О структуре звуковых цепей // Проблемы структурной лингвистики  / Редактор С. К. Шаумян. — М.: Издательство АН СССР, 1963.
- Новые исследования по хеттологии // Вопросы языкознания  / Главный редактор В. В. Виноградов. — М.: Наука, 1964. — 5—6 (№ 3). — С. 124—133.
- О новых результатах исследований карийских надписей // Вопросы языкознания  / Главный редактор В. В. Виноградов. — М.: Наука, 1964. — 7—8 (№ 4). — С. 109—111.
- Исследования по дешифровке карийских надписей. — Москва: Наука, 1965. — 358 стр.
- Недешифрованные письменности Крита // Вопросы истории  / Главный редактор В. Г. Трухановский. — 1966. — № 12.
- К проблеме соотношения звуковых и фонемных цепей // Исследования по фонологии. — М.: Наука, 1966.
- Лидийский язык / Отв. ред. Т. Я. Елизаренкова. — Москва: Наука, Главная редакция восточной литературы, 1967. — 72 стр. — (Языки народов Азии и Африки.)
- Тайны письмен Крита // Будущее науки: Междунар. ежегодник. Перспективы. Гипотезы. Нерешенные проблемы. — М., 1968. — Вып. 2.
- К проблеме ликийского языка // Вопросы языкознания  / Главный редактор В. В. Виноградов. — М.: Издательство АН СССР, 1968. — 11—12 (№ 6). — С. 66—80.
- Звуковые цепи в языках мира. — Москва: Наука, Главная редакция восточной литературы, 1969. — 188 стр.
  - 2-е изд., испр. — Москва: УРСС, 2004. — 184 стр. ISBN 5-354-00934-0[18].
- Кондратов А. М., Шеворошкин В. В. Когда молчат письмена: загадки древней Эгеиды. — Москва: Наука, 1970. — 225 стр. — (По следам исчезнувших культур Востока.)
- О двух [в] в русском языке // Развитие фонетики современного русского языкa: Фонологические подсистемы  / Редколлегия: С. С. Высотский и др.. — М.: Наука, 1971.
- К происхождению и взаимовлиянию алфавитов Балканского полуострова, островов Эгейского моря и Малой Азии // I симпозиум по балканскому языкознанию. Античная балканистика (23—24 мая 1972 года). Предварительные материалы: Тезисы докладов. Сообщения. Аннотации.. — М.: Институт славяноведения и балканистики АН СССР, 1972. — С. 39—41.
- Богомазов Г. М., Пауфошима Р. Ф., Шеворошкин В. В. О некоторых способах реализации консонантных сочетаний в речи // Проблемы теоретической и прикладной фонетики и обучение произношению. — М.: Издательство УДН им. Патриса Лумумбы, 1973.
- Статьи под именем Деянов А. Ф.[1][19] в сборнике «Тайны древних письмен: проблемы дешифровки: перевод с английского, немецкого, французского и итальянского языка» (сост., ред., предисл. И. М. Дьяконова. — Москва: Прогресс, 1976. — 590 стр.)[20]:
  - Надпись на диске из Феста. — С. 31.
  - Линейное письмо А — С. 83—84.
  - О «паралидийском» письме — С. 318—319.
  - Сидетское письмо — С. 328—330.
  - Комментарий к статье Нойман Г. О языке критского линейного письма А.
- Verbesserte Lesung von karischen Wortern (нем.) // Incontri linguistici. — 1984. — Nr. 9. — S. 199.
- Theophoric names in Carian (англ.) // Onomata. — 1985. — No. 9.
- Лингвистический анализ новых карийских надписей (Находки 1985 г.) // Вопросы языкознания  / Главный редактор Т. В. Гамкрелидзе. — М.: Наука, 1991. — 5—6 (№ 3). — С. 66—75.
- Анатолийские и славянские схождения в индоевропейском лексическом фонде // Язык: изменчивость и постоянство. К 70-летию Л. Л. Касаткина  / Отв. ред. М. Л. Каленчук. — М.: ИРЯ РАН, 1998.
- Kassian A., Shevoroshkin V., Yakubovich I. A. A. Королёв (obituary) (англ.) // Studia Linguarum. — Moscow: Languages of Slavonic Culture, 2002. — Vol. 3. Memoriae Andrej Korolev Dicata. — P. 5—10.
- Four notes on Milyan (англ.) // Исследования по лингвистике и семиотике. Сборник статей к юбилею Вяч. Вс. Иванова.. — М.: ЯСК, 2010.
- К пониманию милийских текстов // Слово и язык. Сборник статей к восьмидесятилетию академика Ю. Д. Апресяна. — М.: ЯСК, 2011. — С. 588—619.
- Misadventures of Zeus in the Lycian Kingdom 2500 Years Ago (англ.) // Aramazd. — 2011. — No. 6.1. — P. 24—42.
- Why are the nymphs grieving in Xanthos (англ.) // Aramazd. — 2011. — No. 6.2. — P. 141—156.

Рецензии:
- A. Martinet. Elements de linguistique generate. // Вопросы языкознания  / Главный редактор В. В. Виноградов. — М.: Издательство АН СССР, 1962. — 11—12 (№ 6). — С. 131—135.
- Гиндин Л. А. Язык древнейшего населения юга Балканского полуострова (Фрагмент индоевропейской ономастики). // Вестник древней истории. — 1969. — № 4. — С. 146—152.